# استفانی کولک
استفانی لوئیز کولک (انگلیسی: Stephanie Louise Kwolek؛ زاده ۳۱ ژوئیهٔ ۱۹۲۳) یک شیمی‌دان در زمینه شیمی آلی و مخترع اهل ایالات متحده آمریکا بود.